# بلاز مدوسک
بلاز مدوسک (به انگلیسی: Blaž Medvešek) (زادهٔ ۱۰ ژوئیهٔ ۱۹۸۰) شناگر اهل اسلوونی است.